# 小西桜子
小西 桜子（こにし さくらこ、1998年3月29日 - ）は、日本の女優。埼玉県出身。トライストーン・エンタテイメント所属。

## 来歴
大学時代に自主制作映画へ出演したのをきっかけに楽しさと面白さを感じた。周囲が就職活動をする時期は芸能事務所に履歴書をたくさん送り、オーディションも多く受けたが落ち続けた。
インスタグラムを通じマネジメントをしてくれる人物と出会い、さらに映画監督・廣田正興と出会ったことで映画『ファンシー』ヒロイン役に抜擢。2020年公開のこの作品で商業映画初出演となった。
映画『初恋』のオーディションを2019年に受け、3,000人の中からヒロインに選ばれた。『初恋』ではカンヌ国際映画祭にも参加。事務所未所属のままの登壇は異色の経歴とも称された。
『ヤングキング』（2020年3月2日号）で漫画誌初表紙、巻頭グラビアに抜擢。
芸能事務所に所属しないエージェント形式で長らく活動してきたが、2024年9月にトライストーン・エンタテイメントに所属したことを発表した。

## 人物
趣味・特技は、水泳、映画鑑賞、絵を描くこと。

## 受賞
- 第42回ヨコハマ映画祭 最優秀新人賞 - 『初恋』『ファンシー』『佐々木、イン、マイマイン』[9]

## 出演
- 主演のものは太字で表示

### 映画
- 一晩中（2017年） - 主演
- ファンシー（2020年2月7日） - ヒロイン・月夜の星 役[10]
- 初恋（2020年2月28日） - ヒロイン・モニカ（桜井ユリ） 役[6]
- 映像研には手を出すな!（2020年9月25日） - 道頓堀透 役
- 真・鮫島事件（2020年11月27日） - 仲瀬フミ 役[11]
- 佐々木、イン、マイマイン（2020年11月27日） - 一ノ瀬灯 役[12]
- NO CALL NO LIFE（2021年3月5日） - 日野由希奈 役[13]
- 藍に響け（2021年5月21日） - 佐伯美鈴 役[14]
- 猿楽町で会いましょう（2021年6月4日） - 大島久子 役[15]
- ASTRO AGE（2019年制作・2022年4月23日） - 主演・神野みさき 役[16]
- はざまに生きる、春（2023年5月26日） - ヒロイン・小向春 役[17]
- 僕らの千年と君が死ぬまでの30日間（2023年10月27日、東映ビデオ） - ヒロイン・舞 役[18][19]
- ありきたりな言葉じゃなくて（2024年12月20日、ラビットハウス） - ヒロイン・鈴木りえ 役[20]

### テレビドラマ
- 死にたい夜にかぎって 第2話・第3話（2020年3月2日・9日、MBS） - 岡田 役[21][22]
- 映像研には手を出すな!（2020年4月6日 - 5月11日、MBS / 4月8日 - 5月13日、TBS） - 道頓堀透 役[23]
- 年下彼氏 第9話・第10話「最初で最後の告白」（2020年5月10日、ABCテレビ） - ヒロイン・亜弓 役[24]
- 警視庁・捜査一課長2020 第9話（2020年7月2日、テレビ朝日） - 新島朱音 役
- ふろがーる!（2020年7月16日 - 8月20日、テレビ東京） - 檜山愛乃 役[25]
- 銀座黒猫物語 第3話（2020年7月31日、関西テレビ） - 店員 役
- 猫（2020年11月14日 - 12月19日、テレビ東京） - 主演・金子みねこ 役（前田旺志郎とのダブル主演）[26][27][28]
- 京阪沿線物語〜古民家民泊きずな屋へようこそ（2021年1月10日（9日深夜） - 3月28日（27日深夜）、テレビ大阪 / BSテレ東） - 主演・井町潤 役[29]
- レンアイ漫画家（2021年4月8日 - 6月17日、フジテレビ） - 伊藤由奈 役[30]
- ネメシス 第5話（2021年5月9日、日本テレビ） - 阪愛留 役[31]
- ラブファントム（2021年5月13日 - 7月15日、MBS） - ヒロイン・平沢百々子 役[32][33][34]
- うきわ -友達以上、不倫未満-（2021年8月9日 - 9月27日、テレビ東京） - 愛宕梨沙 役 [35]
- もしも、イケメンだけの高校があったら 第5話（2022年2月12日、テレビ朝日） - 新島梓紗 役
- かんばん猫（2022年2月22日、BSテレ東） - 主演・高橋小梅 役[36]
- しろめし修行僧 第3話（2022年4月23日、テレビ東京） - 第3話ヒロイン・黒木亜衣 役[37]
- 復讐の未亡人（2022年7月8日 - 8月26日、テレビ東京） - 板橋ともみ 役[注 1][38]
- 大川と小川の時短捜査（2022年9月12日、テレビ東京） - 飯島弥生 役
- 失恋めし 第3話（2022年12月18日、読売テレビ） - 後輩 役[39]
- 来世ではちゃんとします3 第2話・第7話（2023年1月12日・2月16日、テレビ東京） - 佐々木琳子（リンゴちゃん）役[40]
- スイートモラトリアム（2023年5月24日 - 7月19日、TBS） - ヒロイン・大森りんご 役（田辺桃子とのダブルヒロイン）[41]
- 沼オトコと沼落ちオンナのmidnight call 〜寝不足の原因は自分にある。〜 第1話「計算沼」（2023年8月31日、テレビ東京） - 第1話ヒロイン・白岩夏 役[42]
- 遺留捜査スペシャル（2023年9月21日、テレビ朝日） - 波琉 役[43]
- 必殺仕事人（2023年12月29日、テレビ朝日） - 踊り子・きよ花 役[44]
- BLドラマの主演になりました クランクイン編（2024年1月2日、テレビ朝日） - 天道菜々美 役[45]
- 科捜研の女 season24 第2話（2024年7月10日、テレビ朝日） - 成瀬若葉 役[46]
- Qrosの女 スクープという名の狂気 第2話・第6話・最終話（2024年10月14日・11月11日・12月9日、テレビ東京） - 唯花 役[47]
- BARレモン・ハート 年末スペシャル2024（2024年12月27日、BSフジ） - 森屋弘子・通称ロコ 役[48]
- まどか26歳、研修医やってます!（2025年1月14日 - 3月18日、TBS） - 横川萌 役[49]
- 風のふく島 第12話（2025年3月29日、テレビ東京） - 井澤優花 役　※第12話主演[50]
- 恋愛禁止（2025年7月3日 - 、読売テレビ・日本テレビ） - 樋口麻土香 役[51]

### Webドラマ
- 恋をたどる、 第1話「あの子にとっていらない私」（2019年3月8日、WATCHY）
- 成蹊大学 学部学科新設プロモーションWEBドラマ 総合経営学科編「正解はひとつじゃない！」（2019年5月28日 - ） - ユカ 役
- ROSOKU MINAI ブランドムービー「灯り」（2019年11月24日 - ）
- 新所沢レッツシネパーク「イスと私と映画の話」（2019年12月27日 - ） - 大学生 役[52]
- レンアイ格闘家（2021年4月8日 - 6月17日、FOD） - ヒロイン・伊藤由奈 役[30]
- うきわ -他人以上、友達未満-（2021年8月9日 - 9月27日、Paravi） - ヒロイン・愛宕梨沙 役[53]
- 失恋めし 第3話（2022年1月14日・Amazonプライム） - 後輩 役[54]
- ショート・プログラム「途中下車」（2022年3月1日 - 、Amazon Prime Video） - ヒロイン・小宮慶子 役[55]
- ANIMALS‐アニマルズ‐（2022年6月23日 - 8月11日、ABEMA） - 谷口ゆか 役
- 御手洗家、炎上する（2023年7月13日、Netflix） - 葛木七海 役[56]
- BLドラマの主演になりました クランクアップ編（2023年12月24日、TELASA） - 天道菜々美 役[45]
  - 続・BLドラマの主演になりました（2025年6月13日 - 7月25日、TELASA）[57]

### 舞台
- 365日、36.5℃（2019年10月30日 - 11月4日、すみだパークスタジオ倉） - ヒロイン・朝陽 役[58]
- きみは一生だれかのバーター（2025年7月31日 - 8月11日〈予定〉、浅草九劇）[59]

### CM
- ケンタッキーフライドチキン「ツイスターランチ」（2022年1月 - ）

### MV
- ayU tokiO「あさがお」（2018年6月15日）
- まるりとりゅうが「わけじゃない」（2019年8月24日）
- リーガルリリー「ハンシー」（2020年2月5日）[60]
- 久保あおい「嘘だらけ」（2022年3月18日）
- 小田朋美「万葉 (feat.TENDRE)」（2022年3月30日）